# João Batista Uliano

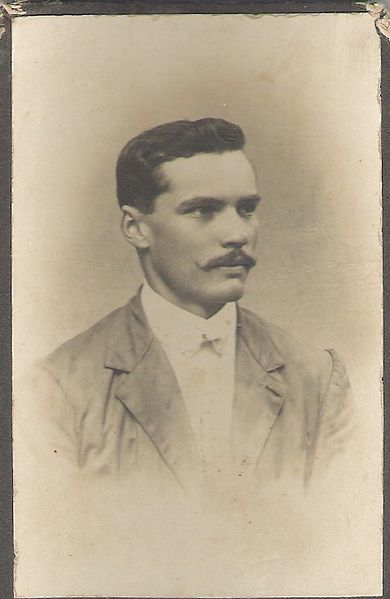
João Batista Uliano

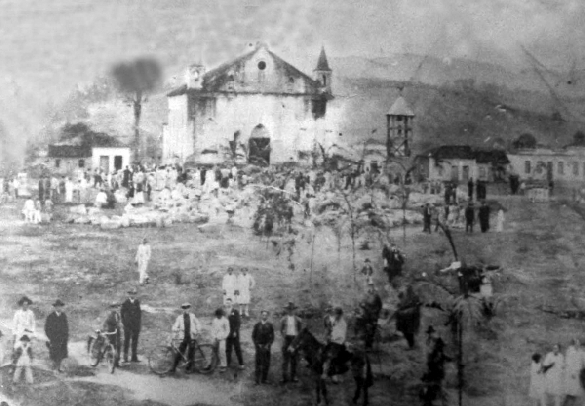
Primeira igreja de Braço do Norte, de 1881, construída por João Batista Uliano

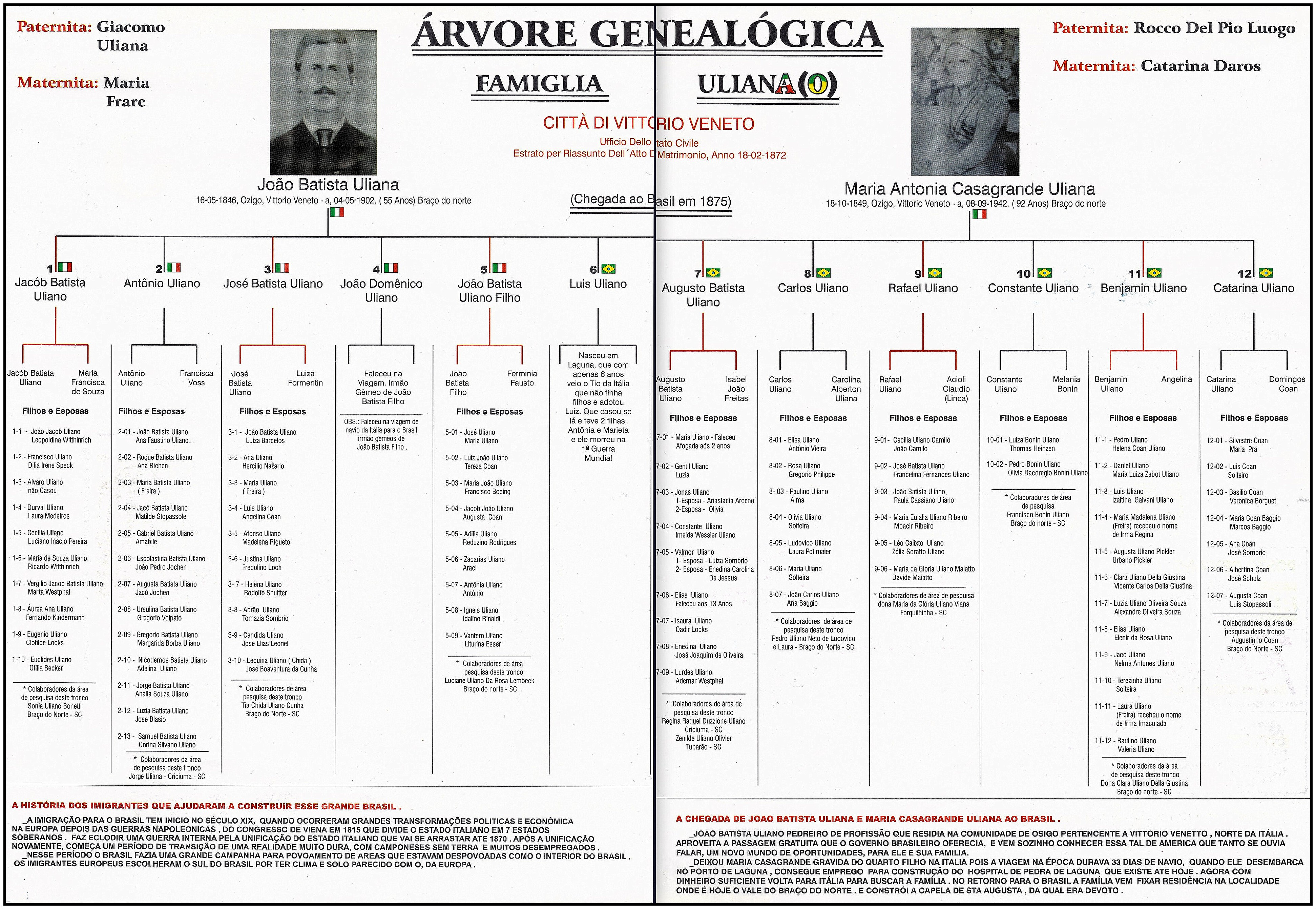

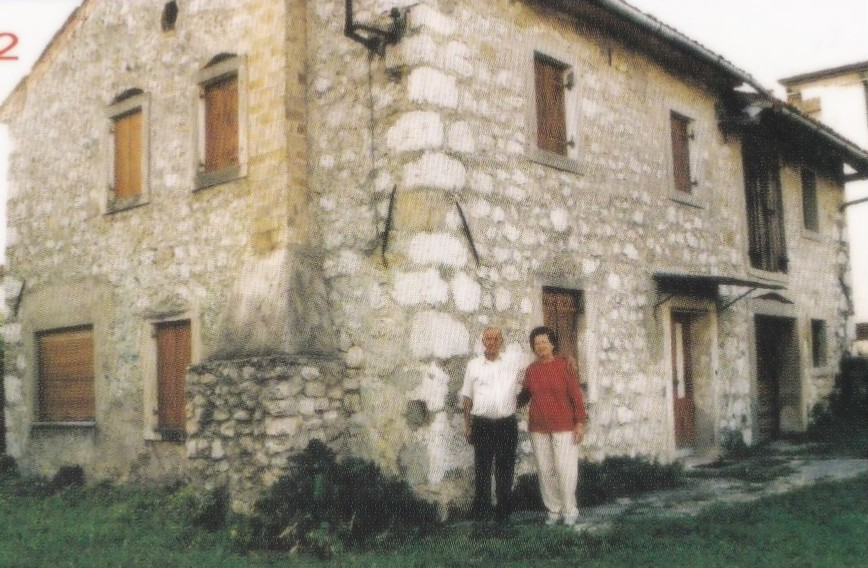
casa de João Batista Uliano e família, na Itália, antes de vir para o Brasil. Ainda está lá.

João Batista Uliano (em italiano:  Giovanni Battista Uliana; Vittorio Veneto, 16 de maio de 1846[carece de fontes?] — Braço do Norte, 4 de maio de 1902) foi um pedreiro italiano.
Emigrou para o Brasil antes da grande imigração italiana para o sul da então Província de Santa Catarina.

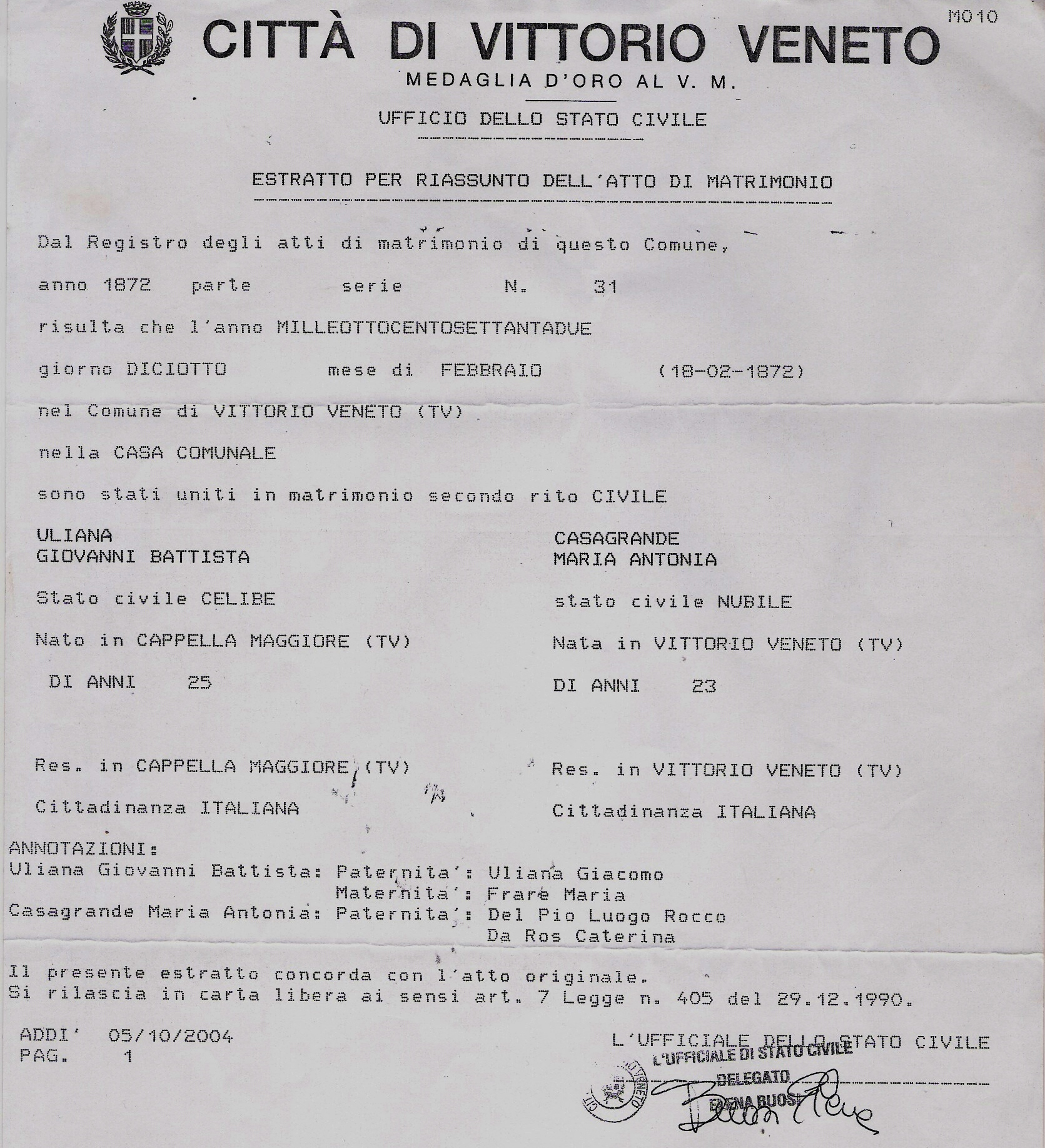
Certidão de casamento

## Vida
Casou com Maria Antonia Casagrande (Osigo, 18 de outubro de 1849 — Braço do Norte, 8 de setembro de 1942), filha de Rocco del Pio Luogo e de Caterina da Ros, em 18 de fevereiro de 1872, com quem teve 3 filhos, tendo depois imigrado para o Brasil, em 1875, estabelecendo-se em Laguna, onde trabalhou na construção do hospital. Foi um imigrante italiano que fixou residência no sul de Santa Catarina antes da colonização italiana na região, ocorrida a partir de 1877, com a criação da Colônia Azambuja. Após a conclusão do hospítal pode trazer sua família da Itália, composta já então de quatro filhos, pois Maria dera à luz gêmeos, tendo um deles falecido durante a travessia do oceano. Tendo já nascido o sexto filho quando ainda em Laguna, comprou dois lotes de terra em Braço do Norte. Deste matrimônio nasceram doze filhos:
1. Jacó Batista Uliano (Treviso, 7 de janeiro de 1873 — Braço do Norte, 6 de julho de 1964)
2. Antônio Uliano (Serravalle, 12 de julho de 1875), casou com Francisca Voss
3. José Batista Uliana, (Giuseppe, Serravalle, 26 de junho de 1877) mais conhecido como Bepi, casou com Luiza Barcelos, natural de Pádua
4. João Domingos (em italiano: João Domênico), faleceu durante a viagem da família ao Brasil
5. João Batista Filho, gêmeo de João Domingos, casou com Fermínia Fausto
6. Luiz (nasceu em Laguna). Foi adotado por um tio italiano aos seis anos de idade, residindo então na Itália, onde casou e teve duas filhas, Antônia e Marieta. Morreu na Primeira Guerra Mundial
7. Augusto, casou com Izabel João de Freitas, natural de Rua da Fogo (atualmente Sangão)
8. Carlos, casou com Carolina Alberton
9. Rafael, casou com Ursíola Cláudio, mais conhecida como Linca
10. Constante, casou com Melânia Bonin
11. Benjamin Batista Uliano (Braço do Norte, 28 de junho de 1893 — Braço do Norte, 15 de maio de 1959), casou com Angelina Coan Della Giustina Uliano (Braço do Norte, 11 de junho de 1899 — Braço do Norte, 27 de maio de 1981). Ambos estão sepultados no Cemitério Municipal de Braço do Norte
12. Catarina, casou com Domingos Coan

De 1883 a 1884 trabalhou na Estrada de Ferro Donna Thereza Christina, construindo a estação ferroviária de Minas, atual município de Lauro Müller. Esta estação foi destruida na enchente de 1974, assim como o ramal Tubarão - Lauro Müller. Em seu livro Colonos e Mineiros no Grande Orleans (página 371), João Leonir Dall'Alba registra: "Talvez a primeira construção no local da cidade atual (Lauro Müller) tenha sido a estação ferroviária, construída de pedras pelo imigrante italiano Uliano Batista, em 1883, mas inaugurada em 1 de outubro de 1885."
Quando criada a Colônia Grão Pará, João Batista Uliano colaborou com a direção da colônia, escrevendo cartas a seus patrícios. Em seu livro "Pioneiros nas Terras dos Condes", João Leonir Dall'Alba transcreve um rascunho em português de uma cópia em italiano, enviada por João Batista Uliano ao embaixador da Itália, com data de 5 de outubro de 1883 (quando o mesmo construia a estação ferroviária de Lauro Müller):

Esta colônia, fundada apenas no ano passado, já conta com cem famílias, em via de estabelecimento de italianos, alemães e brasileiros. A colônia tem boa extensão de terras, que chega para duas mil famílias. O solo é muito rico e o clima excelentíssimo, igual ao da Itália. Minha família tem gozado aqui da melhor saúde, como também os moradores dos arredores e dentro da colônia. É incontrastável este fato, de ser o clima no lugar boníssimo. Tem muitos rios, que facilitam o transporte para os mercados próximos e para as estações da estrada de ferro, que passa dentro da colônia. A Empresa de Colonização está abrindo muitos caminhos coloniais. As terras prestam-se para todos os produtos da Itália, inclusive o trigo. Não há perigo de inundações. Enfim, não conheço, e creio que não possa haver, lugar de clima mais saudável, mais próprio para fundar uma boa colônia. Os alemães, meus vizinhos, que se estabeleceram só há oito anos neste rio Braço do Norte, hoje estão ricos, apesar de terem sido pobríssimos quando entraram em seus lotes. Eles tem toda a sorte de criação, de plantações, de moinhos para fazer farinha, açucar, etc., e tem guardado e posto dinheiro a juro… Não é um sertão, pelo contrário. O município de Tubarão tem muita gente estabelecida. A vila de Tubarão foi fundada há mais de sessenta anos. Lá existe uma grande igreja matriz e muita casa de comércio. Todas as terras da colônia são fertilíssimas, tanto assim que já tenho escrito a meus irmãos e parentes para virem o quanto antes. Já depositei 360$000 (360 mil-réis) para as as necessidades da sua vind para cá. O sistema da Empresa é excelente para a boa marcha do colono que vem da Europa. No dia da chegada pode escolher seu lote, com casa feita e suficiente roçada para fazer a primeira plantação… Não é possível que o colono entre em lugar qualquer e encontre maiores vantagens do que na colônia Grão Pará.

Destas informações dou fé porque são pura verdade.
João Batista Uliano, mestre pedreiro da Estrada de Ferro.

Come succede in tutte le opere pubbliche dove tutti vogliono mettervi il naso a dare il loro parere e giudicare, approvare o censurare, cosi pure avvenne nel progettare la futura chiesa d'Urussanga. Chi la voleva di pietra, chi di mattoni, chi la voleva colle navate, chi senza, chi alta, chi bassa, chi piccola, chi grande; insomma nacquero dissensioni che contiarono per alcuni mesi. Stanchi finalmente delle lunghe ed inutili dispute, convinti che col solo disputare non si farebbe nulla, pensarono di ricorrere a persone competenti. Si rivolgevano difatti ad un cotal Battista Ulliana loro patriotta di Vittorio in provincia di Treviso, il quale avendo molta capacità in fatto di costruzioni, ne tracciava il disegno semplice, colle due navate, della longhezza di 18 metri per 11. Le navate si tralasciarono per allora, e tosto si diè principio al corpo della chiesa; carri e buoi trasportavano di continuo materiali. La posizione scelta era bellissima, sopra d'un poggio, da cui dominava la sottostante piazza ed abitazioni.
Tradução: Como acontece em todas as obras públicas, onde todos querem meter o nariz para dar seu parecer e julgar, aprovar ou censurar, assim também ocorreu na concepção da futura igreja de Urussanga. Alguns a queriam de pedra, outros de tijolos, alguns queriam com naves, outros sem, alguns alta, alguns baixa, alguns pequena, alguns grande. Em suma, a questão gerou dissensões durante alguns meses. Finalmente, cansados das disputas longas e desnecessárias, convencidos de que só com disputas nada seria concretizado, decidiram recorrer a um especialista no assunto. Dirigiram-se a João Batista Uliano, patrício de Vittorio Veneto, província de Treviso, que tinha grande habilidade em construções, o qual esboçou um projeto simples, com duas naves, com 18 por 11 metros. Com as naves não podendo serem identificadas por fora, iniciou imediatamente a construção do corpo exterior da igreja; carros de boi transportaram materiais ininterruptamente. O local escolhido foi excelente, sobre uma colina, com vista para a praça e as residências abaixo.

Além do hospital de Laguna, construiu também a primeira igreja de Braço do Norte, sucedânea da primitiva capela feita de pau a pique, demolida na década de 1930, bem como a Capela de Santa Augusta. Foi um dos responsáveis pela construção das torres da igreja de Laguna, em 1894.
Foi sepultado no antigo cemitério de Braço do Norte. Transladado depois para o atual Cemitério Municipal de Braço do Norte, em sepultura familiar sem identificação.